# 卡爾巴赫河 (約薩河支流)
50°10′9.71″N 9°28′26.26″E / 50.1693639°N 9.4739611°E

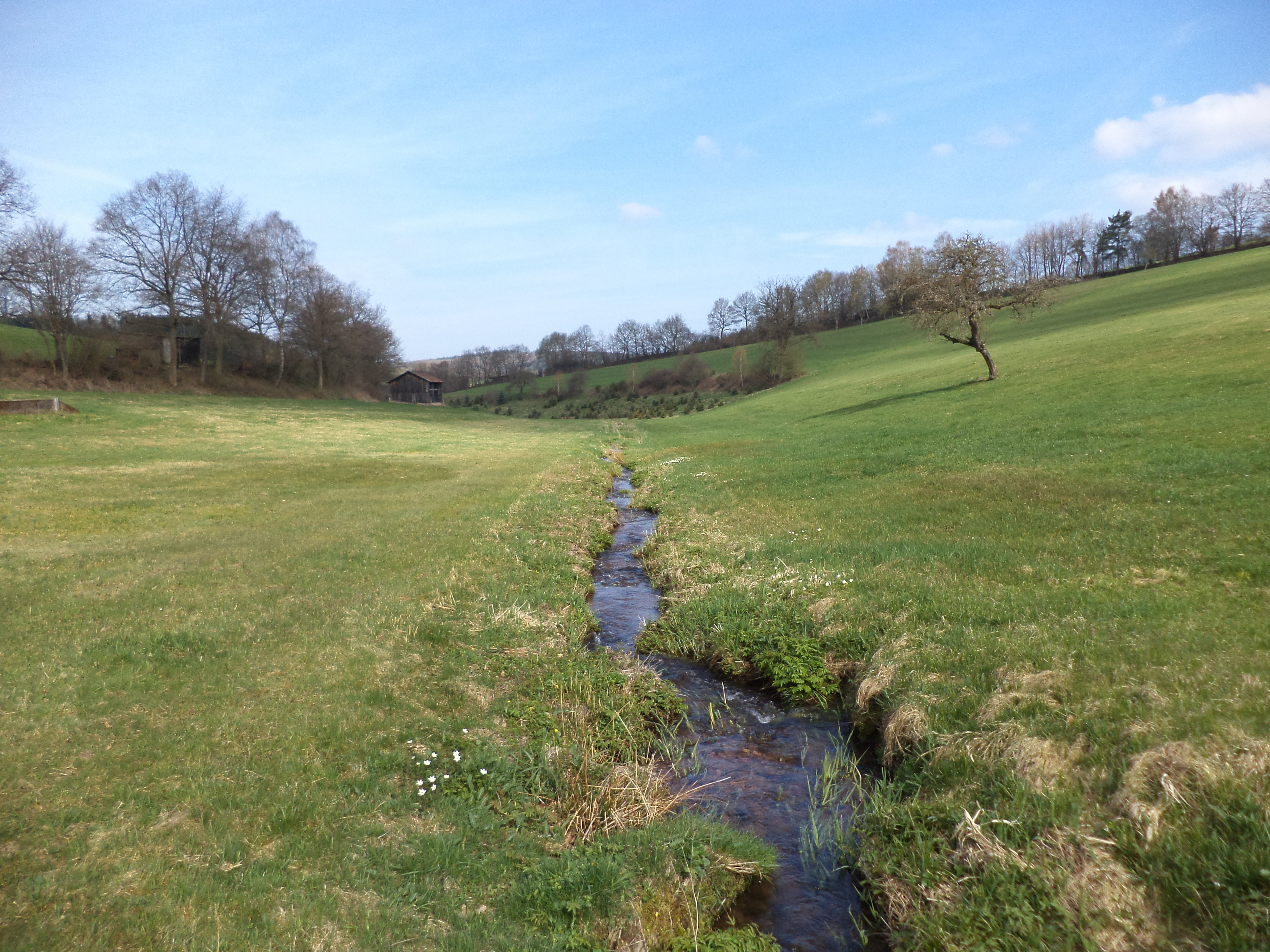

卡爾巴赫河（德語：Kalbach），是德國的河流，位於該國中部，由黑森州負責管轄，該河流屬於約薩河的右支流，河道全長1.9公里，流域面積5.9平方公里。